# Montecosaro
Montecosaro är en ort och kommun i provinsen Macerata i regionen Marche i Italien. Kommunen hade 7 227 invånare (2018).